# Seemannia
Seemannia, biljni rod iz porodice gesnerijevki sa 4 vrsta trajnica rasprostranjenih po tropskoji Južnoj Americi od Kolumbije i Venezuele do Bolivije i Brazila. Dio je podtribusa Gloxiniinae.

## Etimologija
Ime je dobio po Bertholdu Carlu Seemannu (1825.-1871.), njemačkom botaničaru, sakupljaču biljaka i istraživaču. 

## Opis
Seemannia je „uskrsnula” iz četiri prijašnje vrste Gloxinije: S. gymnostoma, S. nemanthodes, S. purpurascens i S. sylvatica. Seemannia je priznata kao važeći rod od 1890-ih, sve dok nije sinonimizirana pod Gloxinia 1970-ih. Nema sumnje da su Seemannia i Gloxinia bliski rođaci, ali su dvije skupine različite na mnogo načina, pa su ih botaničari odlučili tretirati kao dva blisko povezana, ali dobro definirana odvojena roda. To je gotovo isključivo andski rod s najvećom koncentracijom vrsta u Boliviji, sjevernoj Argentini i južnom Peruu. Cvjetovi su često crveni ili ružičasti, a rod je u širokom uzgoju. Broj kromosoma: 2n = 26.

## Vrste
1. Seemannia gymnostoma (Grisebach) Touss.
2. Seemannia nematanthodes (Kuntze) K.Schum.
3. Seemannia purpurascens Rusby
4. Seemannia sylvatica (Kunth) Hanst.